# Europolis (film)
Europolis este un film românesc din 2009 regizat de Corneliu Gheorghiță. Rolurile principale au fost interpretate de actorii Adriana Trandafir, Aron Dimeny.

## Prezentare
La sosirea comuniștilor la putere în România, Luca fuge din micul său orășel de pescari de la gurile Dunării. Înanite de a muri el are o ultimă dorință: să fie îngropat în orașul unde a văzut lumina zilei. Magdalena, sora lui, însoțită de fiul ei Nae, pornesc spre casa lui Luca aflată undeva pe malul Atlanticului.

## Distribuție
Distribuția filmului este alcătuită din:
- Adriana Trandafir — Magdalena
- Aron Dimeny — Nae
- Elena Popa — Maria
- Joseph Otteno — Ata
- Dorin Andone — Ovidiu
- Ionela Nedelea — Liana
- Petre Nicolae — Petrica
- Adina Cartianu — Asistenta notarului
- Sorin Frâncu — Căpitan Pavel
- Veronica Gheorghe — Grefier aeroport